# Ґійом Мюссо
Ґійом Мюссо (нар. 6 червня 1974, Антіб, Франція) — французький письменник. Один із найпопулярніших сучасних письменників Франції.

## Біографія
Дитинство провів за читанням книг і одного чудового дня зрозумів, що й сам бажає писати романи. У віці 14 років Гійом здобуває першу премію конкурсу новин, організованого його школою. У 19 років, після закінчення школи, він поїхав до США. Письменник прожив кілька місяців у Нью-Йорку, заробляючи на життя продажем морозива. Коли він повернувся додому — в голові вже був план роману. Повернувшись до Франції, він здобув спеціальність економіста і став викладати економіку у вищій школі.
«Skidamarink» — перший опублікований у 2001 році трилер — розповідає про крадіжку портрета Джоконди з Лувру. Ґійом Мюссо — № 2 у Франції за кількістю проданих книг. Сьогодні продано понад 32 мільйони примірників його книг, які перекладено 40 мовами. За двома з них знято фільми, ще кілька творів — у процесі екранізації.
Молодший брат Ґійома Мюссо — Валентен Мюссо — також письменник, пише у жанрі детектива та трилера.